# Dominique Fishback
Dominique Fishback (New York, 22 marzo 1991) è un'attrice e drammaturga statunitense.

## Biografia
Dominique Fishback si è approcciata alla recitazione all'età di dieci anni e si è laureata alla Pace University nel 2013. Nel 2014 ha esordito nello spettacolo Off-Off-Broadway Subverted, grazie al quale è stata selezionata ai New York Innovative Theatre Awards. Ha poi acquistato maggiore popolarità recitando nella serie The Deuce - La via del porno e nel film Il coraggio della verità - The Hate U Give, apparendo inoltre nel videoclip del brano di Jay-Z Smile. Nel 2020 è apparsa nel film Netflix Project Power, per cui ha ottenuto una candidatura ai NAACP Image Awards, e l'anno successivo in Judas and the Black Messiah. Per la sua interpretazione in quest'ultimo film ha ricevuto una candidatura ai Premi BAFTA come miglior attrice non protagonista.

## Filmografia

### Attrice

#### Cinema
- Night Comes On, regia di Jordana Spiro (2018)
- Il coraggio della verità - The Hate U Give (The Hate U Give), regia di George Tillman Jr. (2018)
- Project Power, regia di Henry Joost e Ariel Schulman (2020)
- Judas and the Black Messiah, regia di Shaka King (2021)
- Transformers - Il risveglio (Transformers: Rise of the Beasts), regia di Steven Caple Jr. (2023)

#### Televisione
- The Knick – serie TV, 1 episodio (2014)
- The Affair - Una relazione pericolosa (The Affair) – serie TV, 1 episodio (2014)
- The Americans – serie TV, 1 episodio (2015)
- Blue Bloods – serie TV, 1 episodio (2015)
- Show Me a Hero – serie TV, 4 episodi (2015)
- The Deuce - La via del porno (The Deuce) – serie TV, 18 episodi (2017-2019)
- Random Acts of Flyness – serie TV, 4 episodi (2018)
- Modern Love – serie TV, 1 episodio (2019)
- Gli ultimi giorni di Tolomeo Grey (The Last Days of Ptolemy Grey) – serie TV, 6 episodi (2022)
- Sciame (Swarm) – serie TV, 6 episodi (2023)

#### Cortometraggi
- Mental America, regia di Tiff Roma (2014)
- Burning in Birmingham, regia di Tyler Rabinowitz (2016)

#### Videoclip
- Smile di Jay-Z ft. Gloria Carter (2017)

### Produttrice
- Sciame – serie TV, 6 episodi (2023)

### Sceneggiatrice
- Mental America, regia di Tiff Roma (2014)

### Doppiatrice
- La famiglia Proud: più forte e orgogliosa – serie TV, 2 episodi (2022-2023)

## Riconoscimenti
- Premio Emmy
  - 2023 - Candidatura alla miglior attrice protagonista in una miniserie o film per la televisione per Sciame
- British Academy Film Awards
  - 2021 – Candidatura per la migliore attrice non protagonista per Judas and the Black Messiah[9]

## Doppiatrici italiane
Nelle versioni in italiano delle opere in cui ha recitato, Dominique Fishback è stata doppiata da:
- Federica De Bortoli in Show Me A Hero, The Deuce - La via del porno
- Lucrezia Marricchi in Project Power,  Transfomers - Il risveglio
- Erica Necci in  Judas and the Black Messiah, La famiglia Proud: più forte e orgogliosa
- Eva Padoan in  Il coraggio della verità - The Hate U Give
- Veronica Benassi in Gli ultimi giorni di Tolomeo Grey
- Rossa Caputo in Sciame